# Drużynowe Mistrzostwa Polski na Żużlu 2005
Drużynowe Mistrzostwa Polski na Żużlu 2005 – 58. edycja drużynowych mistrzostw Polski, organizowanych przez Polski Związek Motorowy (PZM). W sezonie 2005 rozgrywki podzielono na trzy ligi.

## Ekstraliga
| Miejsce | Klub                              |
| ------- | --------------------------------- |
| 1       | Unia Tarnów                       |
| 2       | Budlex Polonia Bydgoszcz          |
| 3       | CKM Złomrex Włókniarz Częstochowa |
| 4       | Apator Adriana Toruń              |
| 5       | Unia Leszno                       |
| 6       | WTS Atlas Wrocław                 |
| 7       | Lotos Gdańsk                      |
| 8       | ZKŻ Kronopol Zielona Góra         |

## DMP I ligi
| Miejsce | Klub                                            |
| ------- | ----------------------------------------------- |
| 1       | Marma Polskie Folie Rzeszów Awans do Ekstraligi |
| 2       | KM Intar Ostrów Wlkp. Baraż o Ekstraligę        |
| 3       | RKM Rybnik Awans do Ekstraligi                  |
| 4       | Mars RTV AGD Gorzów Wlkp                        |
| 5       | Kunter GTŻ Grudziądz                            |
| 6       | TŻ Sipma Lublin                                 |
| 7       | KSŻ Krosno                                      |
| 8       | Kolejarz Opole Spadek do II ligi                |

## DMP II ligi
| Miejsce | Klub                          |
| ------- | ----------------------------- |
| 1       | Fular Gniezno Awans do I ligi |
| 2       | SC Trofimov Równe             |
| 3       | Speedway Dyneburg             |
| 4       | TŻ Łódź                       |
| 5       | Kolejarz Rawicz               |
| 6       | Polonia Piła                  |